# Jeanne Briey
Pour les articles homonymes, voir Brillet et Briey.
Jeanne Briey (née Jeanne Marguerite Anna Brillet le 17 octobre 1889 à Paris, où elle est morte le 5 octobre 1947) est une actrice de théâtre et de cinéma française. 

## Biographie
Jeanne Briey naît le 17 octobre 1889 dans le 10e arrondissement de Paris d'un père marchand de cuirs. Elle entre au Conservatoire en 1910 et obtint un second prix de tragédie pour Esther en 1912 et un premier prix de comédie pour L'Aventurière en 1913.
Elle a épousé en avril 1922 l'homme politique Charles Meunier-Surcouf.
Jeanne Briey meurt le 5 octobre 1947 en son domicile dans le 16e arrondissement, et, est inhumée au cimetière du Père-Lachaise (79e division).

## Carrière

### Théâtre
- 1913 : Rachel de Gustave Grillet, Théâtre de l'Odéon
- 1920 : Le Maître de son cœur de Paul Raynal, Théâtre de l'Odéon
- 1922 : Molière de Henry Dupuy-Mazuel et Jean-José Frappa, mise en scène de Firmin Gémier, Théâtre de l'Odéon
- 1922 : Une danseuse est morte de Charles Le Bargy, Théâtre de l'Odéon
- 1923 : La Haine de Victorien Sardou, Théâtre de la Porte Saint-Martin
- 1926 : Le Bonheur du jour d'Edmond Guiraud, Théâtre de l'Odéon
- 1928 : Le Jeu de l’amour et de la mort de Romain Rolland, Théâtre de l'Odéon
- 1929 : Le Beau Métier de Henri Clerc, Théâtre de l'Odéon
- 1932 : L’Affaire des poisons de Victorien Sardou, Théâtre de l'Odéon
- 1932 : La Tour de Nesle d'après Frédéric Gaillardet adaptation Alexandre Dumas, Théâtre de l'Odéon
- 1938 :  Le Roi soleil,  pièce en 3 actes et 9 tableaux, de  Saint-Georges de Bouhélier,  Odéon-Théâtre de l'Europe, rôle de Madame de Maintenon
- 1939 : Athalie de Jean Racine, mise en scène de Paul Abram, Théâtre de l'Odéon

### Cinéma
- 1913 : L'Intruse de Louis Feuillade: Marthe Durieux
- 1913 : La Mort de Lucrèce de Louis Feuillade: Lucrèce
- 1913 : L'Agonie de Byzance de Louis Feuillade
- 1915 : La Fille du Boche de Henri Pouctal
- 1918 : Déchéance de Michel Zévaco: Marie Roland
- 1921 : La Terre d'André Antoine: Lise